# 세스토 마렐리역
세스토 마렐리 역(이탈리아어: Sesto Marelli)은 밀라노 지하철 1호선의 역이다. 1964년에 문을 열었으며 1986년까지는 1호선의 마지막 종착역이었다.
세스토 마렐리 역은 밀라노 코무네 내에서도 세스토산조반니와 맞닿아 있는 시 경계 근처에 위치한 몬차 대로의 끝에 있다. '세스토'라는 역명과는 다르게 밀라노 시 구역 내에 완전히 들어와 있다.
지하에 위치한 역이며, 한 개의 터널에 2개 승강장, 2개 선로를 가지고 있다.

## 시설
이 역에는 다음과 같은 시설이 있다.
- 장애인 승객을 위한 접근 시설
- 에스컬레이터
- 역 감시카메라
- 승차권 자동 판매기
- 주차장 (330대 규모)

| 밀라노 지하철              | 밀라노 지하철       | 밀라노 지하철                       |
| -------------------------- | ------------------- | ----------------------------------- |
| 세스토 론도 세스토 1º 마조 | 밀라노 지하철 1호선 | 빌라 산 조반니 로 피에라 / 비셸리에 |